# Cmentarz w Milejczycach
Cmentarz w Milejczycach – zabytkowa nekropolia przeznaczona do pochówków osób wyznania prawosławnego oraz katolickiego.
Cmentarz został wpisany do rejestru zabytków razem z rozplanowaniem przestrzennym Milejczyc pod numerem A-576 w 1986. Ochroną konserwatorską już wcześniej, od 1980, objęta była (pod numerem 496) cmentarna cerkiew z końca XIX w..
Cmentarz jest nadal czynny. Obok nagrobków nowoczesnych (II poł. XX wieku–XXI w.) zachowały się na nim groby z wieku XIX oraz z I połowy XX stulecia.

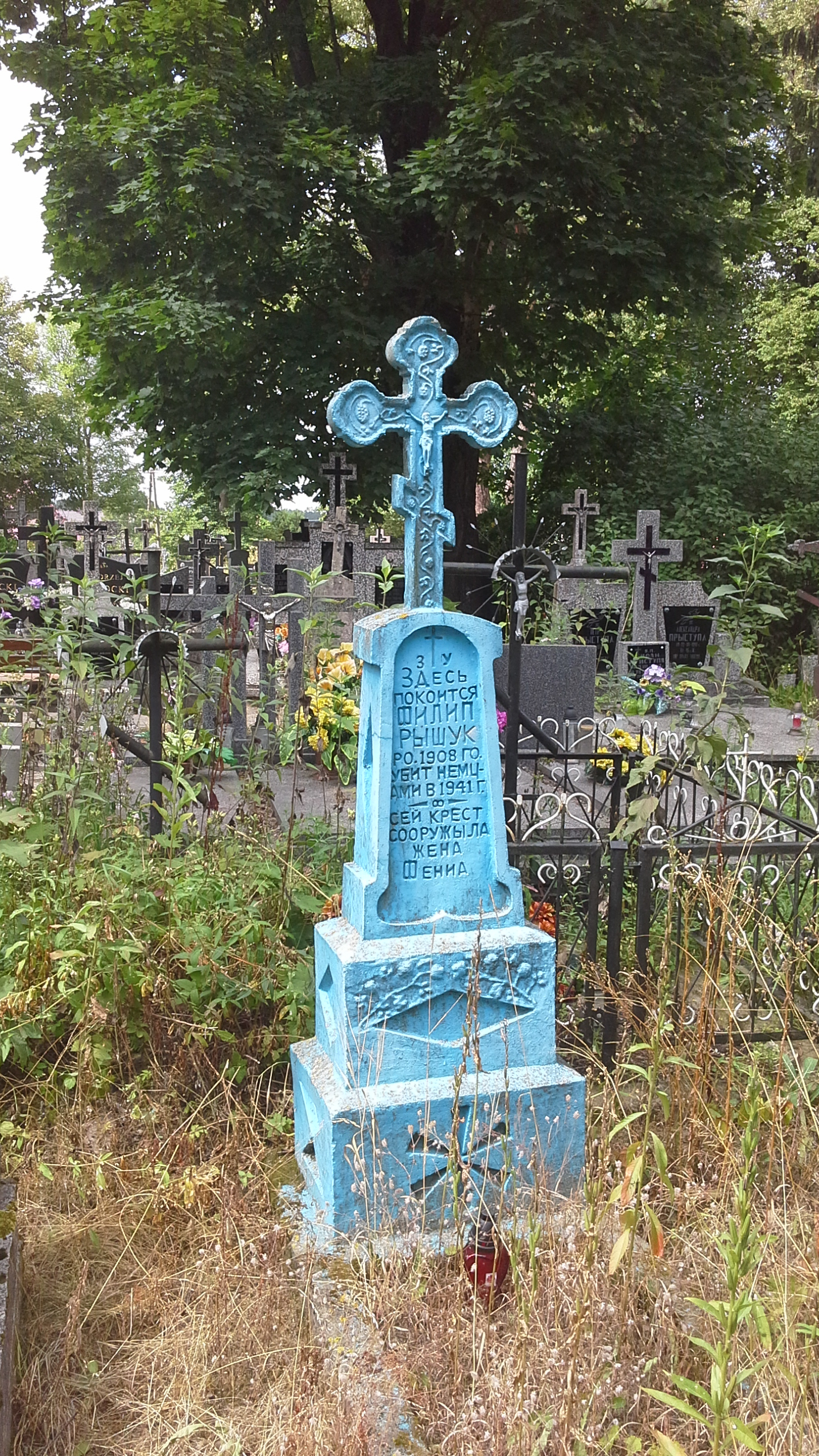
Tradycyjny malowany na błękitno nagrobek prawosławny
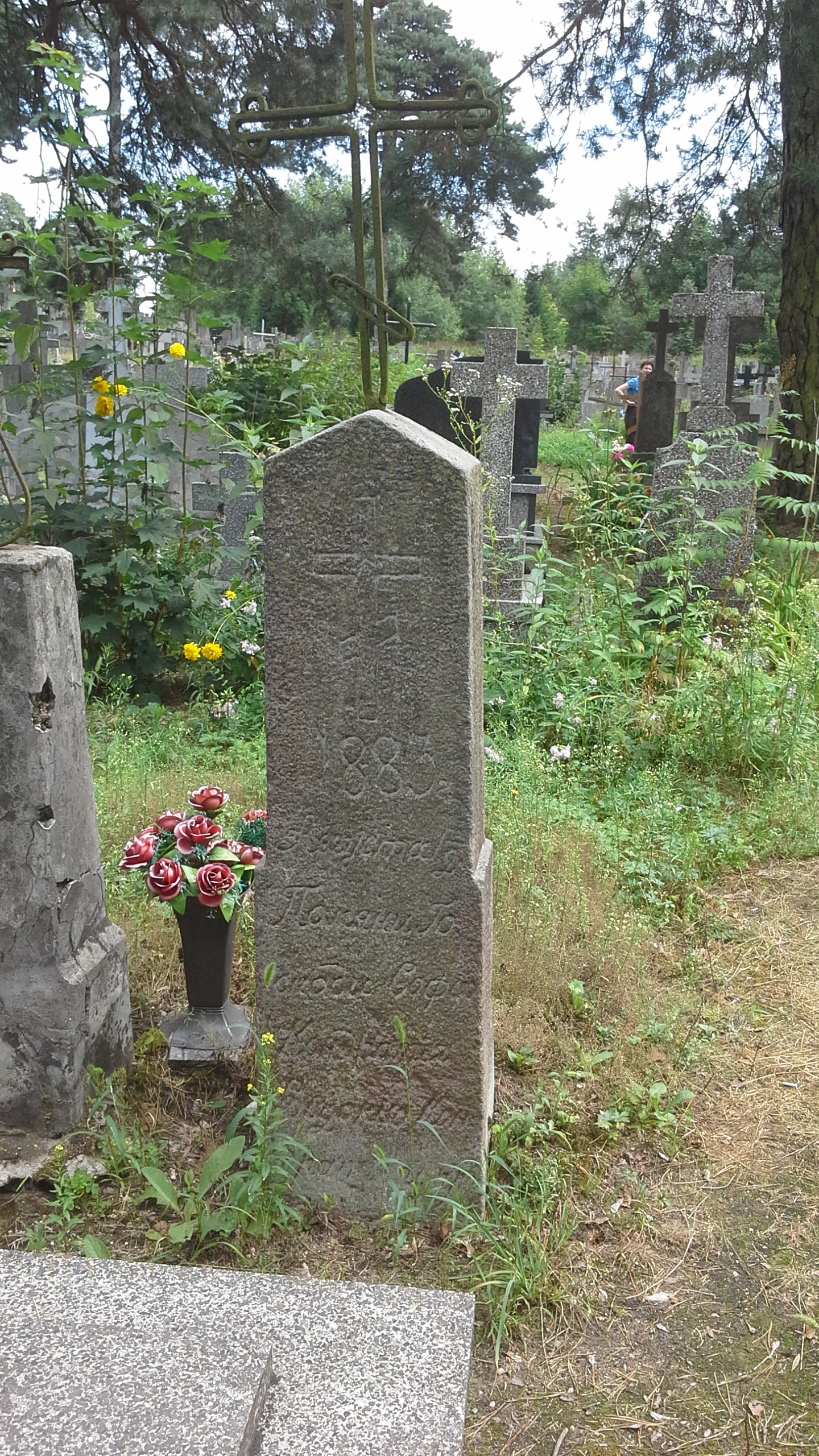
Nagrobek prawosławny z datą 1883
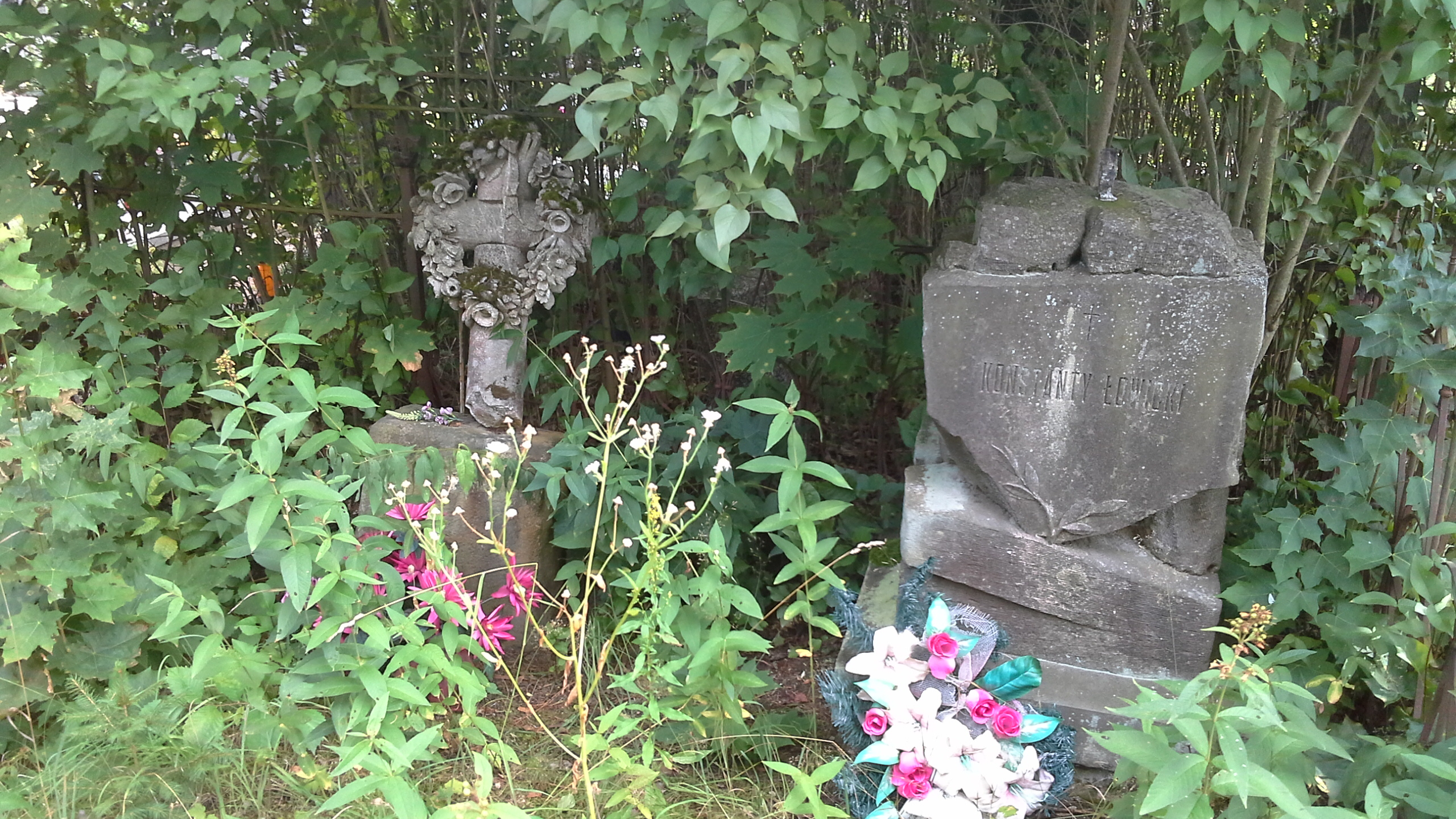
XIX-wieczne nagrobki katolickie
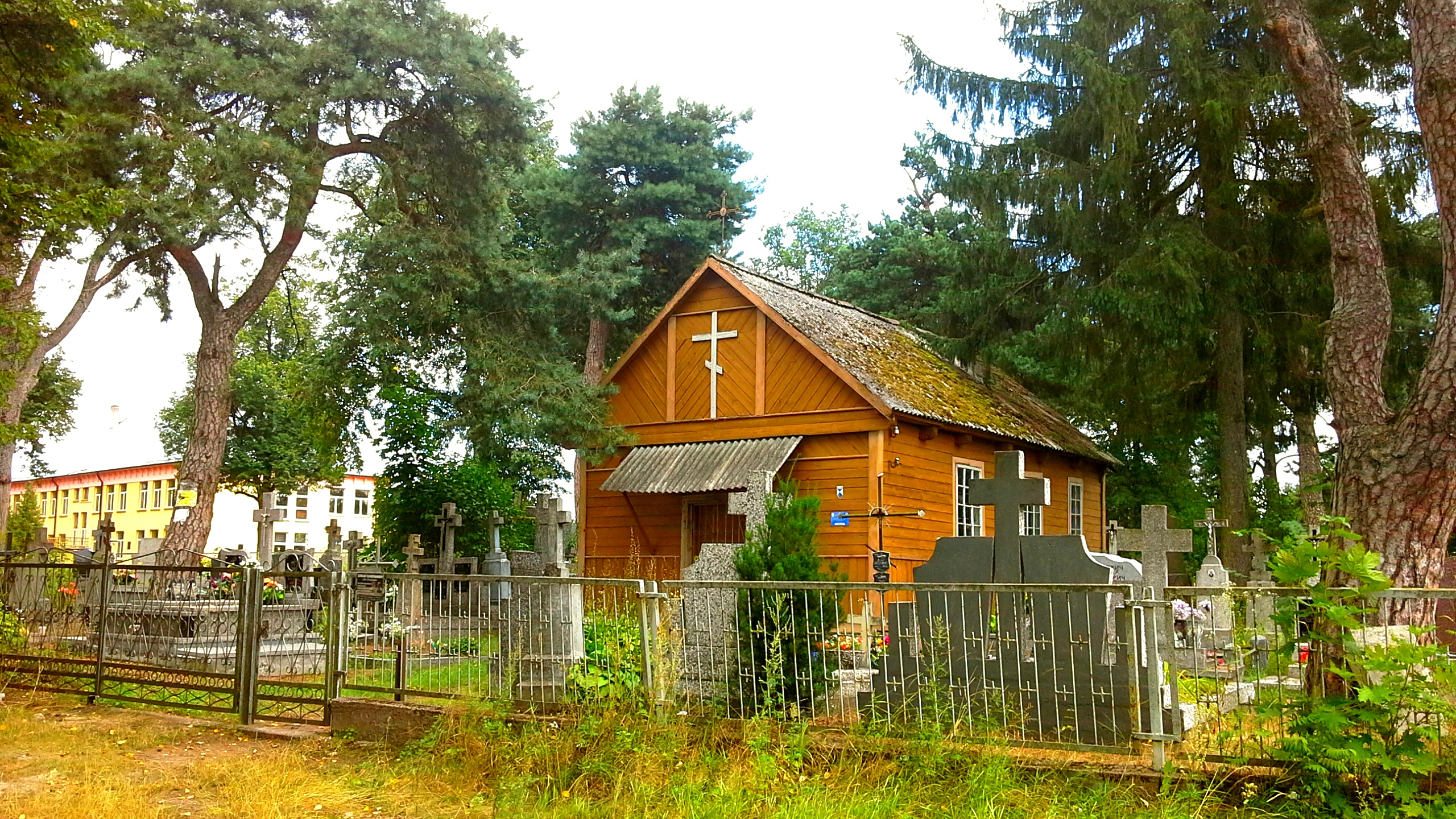
Cerkiew cmentarna